# Boston Marathon 1995
De Boston Marathon 1995 werd gelopen op maandag 17 april 1995. Het was de 99e editie van de Boston Marathon.De Keniaan Cosmas Ndeti kwam als eerste over de streep in 2:09.22. De Duitse Uta Pippig won bij de vrouwen in 2:25.11. Zowel de eerste aankomende man als vrouw ontvingen $ 75.000 aan prijzengeld.
In totaal finishten 8258 lopers de wedstrijd, waarvan 6409 mannen en 1849 vrouwen.

## Uitslagen

### Mannen
| rang   | naam                    | land | tijd    |
| ------ | ----------------------- | ---- | ------- |
| Goud   | Cosmas Ndeti            | KEN  | 2:09.22 |
| Zilver | Moses Tanui             | KEN  | 2:10.22 |
| Brons  | Luíz Antônio dos Santos | BRA  | 2:11.02 |
| 4      | Lameck Aguta            | KEN  | 2:11.03 |
| 5      | Paul Yego               | KEN  | 2:11.13 |
| 6      | Alberto Juzdado         | ESP  | 2:12.04 |
| 7      | Jae-Ryong Kim           | KOR  | 2:12.15 |
| 8      | Sam Nyangincha          | KEN  | 2:12.16 |
| 9      | Gilbert Rutto           | KEN  | 2:12.25 |
| 10     | Thabiso Moqhali         | LES  | 2:12.56 |
| 11     | Isidro Rico             | MEX  | 2:13.10 |
| 12     | Wan-Ki Kim              | KOR  | 2:13.32 |
| 13     | Charles Tangus          | KEN  | 2:14.08 |
| 14     | Barnabas Rotich         | KEN  | 2:14.25 |
| 15     | Peter Maher             | CAN  | 2:14.33 |
| 16     | Min-Woo Kim             | KOR  | 2:15.08 |
| 17     | Martin Mondragon        | MEX  | 2:16.29 |
| 18     | Jorge Marquez           | MEX  | 2:16.50 |
| 19     | Antonio-Clair Wathier   | BRA  | 2:17.49 |
| 20     | Hector Dejesus          | MEX  | 2:18.45 |
| 21     | Jose Jacinto Lopez      | COL  | 2:19.09 |
| 22     | Barnabas Katui          | KEN  | 2:19.31 |
| 23     | Yuriy Mikhailov         | RUS  | 2:19.37 |
| 24     | Richard Verney          | NZL  | 2:19.41 |
| 25     | Artemio Navarro         | MEX  | 2:20.31 |

### Vrouwen
| rang   | naam                 | land | tijd    |
| ------ | -------------------- | ---- | ------- |
| Goud   | Uta Pippig           | GER  | 2:25.11 |
| Zilver | Elana Meyer          | RSA  | 2:26.51 |
| Brons  | Madina Biktagirova   | BLR  | 2:29.00 |
| 4      | Franziska Moser      | SUI  | 2:29.35 |
| 5      | Yvonne Danson        | ENG  | 2:30.53 |
| 6      | Yoshiko Yamamoto     | JPN  | 2:31.39 |
| 7      | Mari Tanigawa        | JPN  | 2:31.48 |
| 8      | Susan Mahoney        | AUS  | 2:33.07 |
| 9      | Tegla Loroupe        | KEN  | 2:33.10 |
| 10     | Martha Tenorio       | ECU  | 2:33.34 |
| 11     | Linda Somers         | USA  | 2:34.30 |
| 12     | Claudia Metzner      | GER  | 2:36.22 |
| 13     | Ai Sugihara          | JPN  | 2:37.07 |
| 14     | Mayuko Kosaka        | JPN  | 2:37.59 |
| 15     | Valentina Enaki      | MDA  | 2:38.15 |
| 16     | Maria Guadalupe Loma | MEX  | 2:39.31 |
| 17     | Tatyana Pozdniakova  | UKR  | 2:40.26 |
| 18     | Irina Bondarchuk     | RUS  | 2:43.42 |
| 19     | Ayako Suzuki         | JPN  | 2:44.18 |
| 20     | Iglandini Gonzalez   | COL  | 2:44.45 |
| 21     | Kinuyo Yoshida       | JPN  | 2:45.26 |
| 22     | Mary O'connor        | NZL  | 2:47.03 |
| 23     | Marion Schöler       | GER  | 2:47.58 |
| 24     | Cindy Keeler         | USA  | 2:48.02 |
| 25     | Lynn Holda           | USA  | 2:49.40 |

1897 ·
1898 ·
1899 ·
1900 ·
1901 ·
1902 ·
1903 ·
1904 ·
1905 ·
1906 ·
1907 ·
1908 ·
1909 ·
1910 ·
1911 ·
1912 ·
1913 ·
1914 ·
1915 ·
1916 ·
1917 ·
1918 ·
1919 ·
1920 ·
1921 ·
1922 ·
1923 ·
1924 ·
1925 ·
1926 ·
1927 ·
1928 ·
1929 ·
1930 ·
1931 ·
1932 ·
1933 ·
1934 ·
1935 ·
1936 ·
1937 ·
1938 ·
1939 ·
1940 ·
1941 ·
1942 ·
1943 ·
1944 ·
1945 ·
1946 ·
1947 ·
1948 ·
1949 ·
1950 ·
1951 ·
1952 ·
1953 ·
1954 ·
1955 ·
1956 ·
1957 ·
1958 ·
1959 ·
1960 ·
1961 ·
1962 ·
1963 ·
1964 ·
1965 ·
1966 ·
1967 ·
1968 ·
1969 ·
1970 ·
1971 ·
1972 ·
1973 ·
1974 ·
1975 ·
1976 ·
1977 ·
1978 ·
1979 ·
1980 ·
1981 ·
1982 ·
1983 ·
1984 ·
1985 ·
1986 ·
1987 ·
1988 ·
1989 ·
1990 ·
1991 ·
1992 ·
1993 ·
1994 ·
1995 ·
1996 ·
1997 ·
1998 ·
1999 ·
2000 ·
2001 ·
2002 ·
2003 ·
2004 ·
2005 ·
2006 ·
2007 ·
2008 ·
2009 ·
2010 ·
2011 ·
2012 ·
2013 ·
2014 ·
2015 ·
2016 ·
2017 ·
2018 ·
2019 ·
2020 ·
2021 ·
2022